# Cuitelinho
Cuitelinho é uma canção tradicional brasileira, cuja letra foi em parte recolhida por Antônio Carlos Xandó, amigo do compositor Paulo Vanzolini. Este, por sua vez, escreveu outra parte da letra. Foi gravada originalmente em 1974 por Nara Leão, no disco Música Popular do Centro-Oeste/Sudeste - 4, produzido por Marcus Pereira.
A letra de Cuitelinho – "cuitelo" é um regionalismo para beija-flor – faz referências ao cenário e o folclore do Pantanal [carece de fontes?].  
Apesar de, em diferentes depoimentos, variar o relato sobre a origem da canção e seu papel na composição da letra, Vanzolini conta que os primeiros versos foram recolhidos no Rio Paraná por Xandó, que os teria aprendido de um pescador chamado "Nhô" Augustão. Os versos finais seriam de autoria de Vanzolini, que adaptou a música e a interpretava quando fazia parte do grupo Jogral, formado também por Marcus Pereira.
A versão consagrada da canção, interpretada por Vanzolini e gravada inicialmente por Nara Leão, contém três estrofes. Em 2011, Mônica Salmaso gravou uma versão incluindo uma quarta estrofe, que, de acordo com ela, também foi recolhida por Vanzolini.
Cuitelinho foi regravada por vários outros intérpretes, incluindo Milton Nascimento, Renato Teixeira, Diana Pequeno, Pena Branca & Xavantinho, Sérgio Reis e Daniel.